# Równina Prużańska

Równina Prużańska

Równina Prużańska (biał. Прыбугская раўніна, Prybuhskaja raunina; ros. Прибугская равнина, Pribugskaja rawnina) – równina na Białorusi, w zachodniej części obwodu brzeskiego i południowo-zachodniej części obwodu grodzieńskiego. Wchodzi również na terytorium Polski. Graniczy z Wysoczyzną Wołkowyską, Zahorodziem, Równiną Baranowicką, Polesiem Brzeskim. Rozciągłość z południowego zachodu na północny wschód prawie 140 km, szerokość 40-75 km, powierzchnia 5,8 tys. km². Teren płasko-falisty. Na większości obszaru wysokości wynoszą 175–200 m n.p.m.
Przez północną część równiny przechodzi wododział Morza Bałtyckiego i Czarnego. Największą rzeką jest Bug z dopływami Leśna i Pulwa. Przez równinę przepływają także rzeki Biała, Narew z Narewką, Jasiołda i kanał Winiec. 
Zalesienie niewielkie (9,7%) poza północną częścią, gdzie znajduje się duża część Puszczy Białowieskiej. Zachowały się przeważnie lasy sosnowe. Największe masywy bagien to: Dzikie Błota, Chorewskie Błota, Dziki Nikor. Obszary rolne zajmują 50% terenów na południu i 25% na północy. 
Na obszarze równiny istnieje Park Narodowy "Puszcza Białowieska" oraz rezerwaty: hydrologiczny - "Dzikie", biologiczny: "Michalińsko-Biarozowski".

## Literatura
- Туристская энциклопедия Беларуси. — Мн. : БелЭн, 2007. — 648 с. — ISBN 978-985-11-0384-9 (ros.)